# ينس أريكسون
ينس أريكسون هو لاعب هوكي الجليد سويدي، ولد في 22 أغسطس 1984 في فيستيروس في السويد.

## وصلات خارجية
- ينس أريكسون على موقع EliteProspects.com (الإنجليزية)
- ينس أريكسون على موقع Eurohockey.com (الإنجليزية)